# Silver Side Up
Silver Side Up ist das dritte Studioalbum der kanadischen Rockband Nickelback. Es erschien am 11. September 2001 und bedeutete den Durchbruch für die damals eher unbekannten Musiker. Der Song "How You Remind Me", mit dem der Sprung in die Top 10 auf der ganzen Welt gelang, hatte dabei großen Anteil. Silver Side Up landete unter anderem in Kanada, Österreich, Irland, Neuseeland und Großbritannien auf Platz eins der Charts.

## Titelliste
1. Never Again – 4:20
2. How You Remind Me – 3:43
3. Woke Up This Morning – 3:50
4. Too Bad – 3:52
5. Just for – 4:03
6. Hollywood – 3:04
7. Money Bought – 3:24
8. Where Do I Hide – 3:38
9. Hangnail 3:54
10. Good Times Gone 5:20
11. Learn the Hard Way – 2:54 (Japan-Edition)

Anmerkung: Just for wurde bereits für Curb aufgenommen, allerdings unter dem Titel Just Four.

## Internationaler Durchbruch
Nachdem der erhoffte Durchbruch mit The State nicht gelungen war, wechselte man zu Roadrunner Records. Das war sehr ungewöhnlich, da das Label eher für Metalbands bekannt war. In einem Interview sagte Ryan Peake, sie hätten dort unterschrieben, weil dort „Leute mit Leidenschaft am Werk sind“ und man dort nicht sofort „zum Produkt gemacht“ wird. Nun hatten sie viel Zeit für ein neues Album, denn laut Peake sollen die vier Bandmitglieder beim Vorgängeralbum unter Zeitdruck gestanden haben. Diese Zeit lohnte sich: Mit "How You Remind Me" gelang der Internationale Durchbruch. Mit diesem Lied gelang in vielen Ländern der Sprung in die Hitparaden und in die Top Ten. Die zweite Singleauskopplung "Too Bad" konnte an diese Erfolge anknüpfen. Da der Bekanntheitsgrad gewaltig anstieg, musste die Band die geplante Europatournee in größere Hallen verlegen. Wegen des großen Erfolgs wurde ihr Debütalbum Curb neu veröffentlicht.

## Kommerzieller Erfolg

### Chartplatzierungen

#### Album
| ChartsChartplatzierungen       | Höchstplatzierung | Wochen |
| ------------------------------ | ----------------- | ------ |
| Deutschland (GfK)              | 4 (58 Wo.)        | 58     |
| Kanada (MC)                    | 1 (38 Wo.)        | 38     |
| Österreich (Ö3)                | 1 (39 Wo.)        | 39     |
| Schweiz (IFPI)                 | 4 (51 Wo.)        | 51     |
| Vereinigte Staaten (Billboard) | 2 (92 Wo.)        | 92     |
| Vereinigtes Königreich (OCC)   | 1 (84 Wo.)        | 84     |

| ChartsJahrescharts (2002)      | Platzierung |
| ------------------------------ | ----------- |
| Deutschland (GfK)              | 13          |
| Österreich (Ö3)                | 7           |
| Schweiz (IFPI)                 | 12          |
| Vereinigte Staaten (Billboard) | 7           |
| Vereinigtes Königreich (OCC)   | 12          |

#### Singles
| Jahr | Titel             | Höchstplatzierung, Gesamtwochen, AuszeichnungChartplatzierungen (Jahr, Titel, , Platzierungen, Wochen, Auszeichnungen, Anmerkungen) | Höchstplatzierung, Gesamtwochen, AuszeichnungChartplatzierungen (Jahr, Titel, , Platzierungen, Wochen, Auszeichnungen, Anmerkungen) | Höchstplatzierung, Gesamtwochen, AuszeichnungChartplatzierungen (Jahr, Titel, , Platzierungen, Wochen, Auszeichnungen, Anmerkungen) | Höchstplatzierung, Gesamtwochen, AuszeichnungChartplatzierungen (Jahr, Titel, , Platzierungen, Wochen, Auszeichnungen, Anmerkungen) | Höchstplatzierung, Gesamtwochen, AuszeichnungChartplatzierungen (Jahr, Titel, , Platzierungen, Wochen, Auszeichnungen, Anmerkungen) | Anmerkungen                                                    |
| Jahr | Titel             | DE | AT | CH | UK | US | Anmerkungen                                                    |
| ---- | ----------------- | --- | --- | --- | --- | --- | -------------------------------------------------------------- |
| 2001 | How You Remind Me | DE3 Gold · (29 Wo.)DE | AT1 Gold · (25 Wo.)AT | CH3 Gold · (40 Wo.)CH | UK4 ×3Dreifachplatin · (42 Wo.)UK                                                                                                   | US1 ×4Vierfachplatin · (49 Wo.)US                                                                                                   | Erstveröffentlichung: 10. September 2001 Verkäufe: + 6.740.000 |
| 2002 | Too Bad           | DE41 (9 Wo.)DE | AT26 (9 Wo.)AT | CH48 (11 Wo.)CH | UK9 (10 Wo.)UK | US42 Gold · (20 Wo.)US | Erstveröffentlichung: 5. März 2002 Verkäufe: + 500.000         |
| 2002 | Never Again       | — | — | — | UK30 (2 Wo.)UK | US— GoldUS | Erstveröffentlichung: 2. Juli 2002 Verkäufe: + 500.000         |

### Auszeichnungen für Musikverkäufe
| Land/Region                  | Auszeichnungen für Musikverkäufe (Land/Region, Auszeichnung, Verkäufe) | Verkäufe  |
| ---------------------------- | ---------------------------------------------------------------------- | --------- |
| Australien (ARIA)            | 2× Platin                                                              | 140.000   |
| Belgien (BRMA)               | Gold                                                                   | (25.000)  |
| Dänemark (IFPI)              | 2× Platin                                                              | (40.000)  |
| Deutschland (BVMI)           | Platin                                                                 | (300.000) |
| Europa (IFPI)                | 2× Platin                                                              | 2.000.000 |
| Frankreich (SNEP)            | Gold                                                                   | (100.000) |
| Kanada (MC)                  | 8× Platin                                                              | 800.000   |
| Neuseeland (RMNZ)            | Platin                                                                 | 15.000    |
| Niederlande (NVPI)           | Platin                                                                 | (80.000)  |
| Österreich (IFPI)            | Platin                                                                 | (40.000)  |
| Schweden (IFPI)              | Gold                                                                   | (30.000)  |
| Schweiz (IFPI)               | Platin                                                                 | (40.000)  |
| Vereinigte Staaten (RIAA)    | 6× Platin                                                              | 6.000.000 |
| Vereinigtes Königreich (BPI) | 3× Platin                                                              | (900.000) |
| Insgesamt                    | 3× Gold · 28× Platin ·                                                 | 8.955.000 |

Hauptartikel: Nickelback/Auszeichnungen für Musikverkäufe